# Grypocentrus barbatus
Grypocentrus barbatus là một loài tò vò trong họ Ichneumonidae.